# 대구화교중화문화축제
대구화교중화문화축제(大邱華僑中華文化祝祭)는 대구광역시 중구에 거주하는 화교들의 문화를 알리고자 개최하는 문화 축제이다.
2005년 처음 개최하였으며, 2020년과 2021년에는 코로나19 확산 방지 차원에서 행사가 취소된 이후 행사가 열리지 않고 있다.

## 역사
2005년 대구화교협회에서 개최한 「대구화교 정착 100주년」을 시초로 하였다. 대구 화교와 중문학 전공 대학생들이 중국 전통 인물과 중국 예술 작품에 등장하는 캐릭터들로 분장하여 시가지를 행진하는 퍼레이드를 하였다.
2016년 개최 10회를 맞이했다.
2019년에는 중국 웨이하이시시와 허난성에서 온 공연단이 변검술과 기예 공연을 선보였다.